# لاري شو (أمين متحف)
لاري شو (بالإنجليزية: Larry Shaw)‏ هو فيزيائي أمريكي، ولد في 12 أغسطس 1939 في واشنطن العاصمة في الولايات المتحدة، وتوفي في 19 أغسطس 2017 في بيتالوما في الولايات المتحدة.